# BRM・P61
BRM・P61 は、ブリティッシュ・レーシング・モータースが1963年のF1世界選手権に投入したフォーミュラ1カー。トニー・ラッドが設計した。P61はロータスが前年に取り入れたモノコック構造を採用した初のBRMのマシンであった。P61は2戦に出走した後、基本的な設計上の問題からガレージ入りし、BRMは古くはあるがより信頼性の高いスペースフレームを持つP57で戦った。1964年には改修されたモノコック構造のマシン、P261が投入された。

## 開発
1962年にジム・クラークとロータス・25が成功を収めた後、BRMもモノコック構造のマシンの開発を始めた。P61は真のモノコック構造のマシンではなく、後部サブフレームが前部のモノコック構造にボルト止めされていた。サブフレームには1.5リッターV8のP56エンジンとコロッティ製ギアボックスが搭載された。BRMのV8エンジンはおよそ200馬力を発揮し、F1エンジンで最も強力なフェラーリのエンジンに匹敵した。デザイナーのトニー・ラッドはシャシーの剛性を確信し、ドライバーとエンジンを隔てる後部隔壁を省略した。

## レース戦績
P61のデビューは1963年フランスグランプリで、チャンピオンのグラハム・ヒルがステアリングを握った。ヒルはスタート時にエンジンストールし、60秒のペナルティとプッシュスタートとなった。幸運にもヒルは3位に入賞し、4位のジャック・ブラバムには61秒の差を付けた。結果は有望だったが、隔壁無しのシャシーは急激な屈曲に悩まされ、問題点が直ちに明らかになった。P61は2戦をおいてイタリアグランプリに再び投入されたが、ヒルはクラッチの不具合でリタイアとなった。チームメイトのリッチー・ギンサーは旧型のP57で2位に入賞した。ギアボックスとシャシーの問題を直ちに解決することなく、BRMはP57でシーズンを終えた。

## F1における全成績
(key)（太字はポールポジション、斜体はファステストラップ）
| 年     | チーム                                     | エンジン       | タイヤ | ドライバー             | 1   | 2   | 3   | 4   | 5   | 6   | 7   | 8   | 9   | 10  | ポイント | 順位 |
| ------ | ------------------------------------------ | -------------- | ------ | ---------------------- | --- | --- | --- | --- | --- | --- | --- | --- | --- | --- | -------- | ---- |
| 1963年 | オーウェン・レーシング・オーガニゼーション | BRM P56 2.1 V8 | D      |                        | MON | BEL | NED | FRA | GBR | GER | ITA | USA | MEX | RSA | 361      | 2位1 |
| 1963年 | オーウェン・レーシング・オーガニゼーション | BRM P56 2.1 V8 | D      | グラハム・ヒル         |     |     |     | 3   |     |     | 16  |     |     |     | 361      | 2位1 |
| 1964年 | オーウェン・レーシング・オーガニゼーション | BRM P56 2.1 V8 | D      |                        | MON | NED | BEL | FRA | GBR | GER | AUT | ITA | USA | MEX | 422      | 2位2 |
| 1964年 | オーウェン・レーシング・オーガニゼーション | BRM P56 2.1 V8 | D      | A.J.フォイト           |     |     |     |     |     |     |     |     | DNA | DNA | 422      | 2位2 |
| 1965年 | オーウェン・レーシング・オーガニゼーション | BRM P56 2.1 V8 | D      |                        | RSA | MON | BEL | FRA | GBR | NED | GER | ITA | USA | MEX | 452      | 2位2 |
| 1965年 | オーウェン・レーシング・オーガニゼーション | BRM P56 2.1 V8 | D      | リチャード・アトウッド | DNA |     |     |     |     |     |     |     |     |     | 452      | 2位2 |
| 1966年 | レグ・パーネル・レーシング                 | BRM P56 2.1 V8 | D      |                        | MON | BEL | FRA | GBR | NED | GER | ITA | USA | MEX |     | 222      | 4位2 |
| 1966年 | レグ・パーネル・レーシング                 | BRM P56 2.1 V8 | D      | リチャード・アトウッド |     |     |     |     |     |     |     |     | DNA |     | 222      | 4位2 |

^1 BRM・P57のポイントも含む。 
 ^2 全てのポイントはBRM・P261による。

## 参照
- Menard, Pierre (2000). The Great Encyclopedia of Formula One. London, England: Constable & Robinson Ltd. pp. 432. ISBN 1-84119-259-7